# VK 28.01
VK 28.01 (VK - Versuchskraftfahrzeug — экспериментальная машина) — немецкий лёгкий танк периода Второй мировой войны

## История

### Предпосылки к созданию
В 1942 году  на замену танку "Лукс" и как дальнейшее развитие Pz.Kpfw. II Ausf. J (VK 16.01) был разработан танк VK 16.02 Leopard. Первого сентября 1942 года был построен первый прототип. Программой была предусмотрена постройка 105 танков этого типа до конца 1943 года и ещё 150 экземпляров до середины 1944-го. Однако его основное вооружение состояло из 50-мм пушки KwK 39, которая не могла эффективно бороться с советскими Т-34. Поэтому от "Леопарда" отказались в пользу "Пантеры"

### Новый танк
После отказа от начала выпуска VK 16.02 от идеи разведывательных танков не отказались. Фирмой Daimler-Benz была разработана модернизированная версия этого танка с усиленной бронёй — VK 28.01. В результате масса танка возрос до 33 тонн, что обусловило замену 450-сильных двигателей Maybach 506 и Maybach 819 на 700-сильный Maybach HL 230. 8 мая 1944 года проект был свёрнут Министерством вооружений сухопутных войск.

## В массовой культуре
VK 28.01 есть в ММО-играх World of Tanks и World of Tanks Blitz как лёгкий танк 6-го уровня. В первой имеется как исследуемая, так и премиумная версия со 105-мм короткоствольным орудием, а во второй VK 28.01 можно только исследовать и устанавливать разное вооружение, например, упомянутую 105-мм пушку, KwK 40 или Gerät 725, которая устанавливалась на VK 36.01 (H).